# Colapteroblatta pluto
Colapteroblatta pluto är en kackerlacksart som först beskrevs av Rehn, J. A. G. 1930.  Colapteroblatta pluto ingår i släktet Colapteroblatta och familjen jättekackerlackor.
Artens utbredningsområde är Venezuela. Inga underarter finns listade i Catalogue of Life.